# Атлант Телеком
«Атла́нт Телеко́м» (юридические названия — ООО «Велком АЦС», ИООО «Альтернативная Цифровая Сеть») — белорусская телекоммуникационная компания. Штаб-квартира — в Минске. Предоставляла услуги доступа к сети интернет, кабельного и цифрового телевидения в Минске и во всех областных центрах. С 30 ноября 2016 года компания входила в состав группы A1 Telekom Austria Group. 30 ноября 2017 года компания ликвидирована по решению собственника.

## История
31 августа 2000 года компания основана как иностранное частное унитарное информационно-сервисное предприятие «Альтернативная цифровая сеть», годом позднее зарегистрирована торговая марка «Атлант Телеком». В 2005 году зарегистрирована торговая марка «Шпаркi Дамавік».

В 2013 году прошёл ребрендинг компании, объединив две торговые марки в одну единую «Атлант Телеком».

## Слияния и поглощения
- В мае 2009 года «Атлант Телеком» приобрёл гомельского провайдера «Сервер Телеком»[5][6].
- В октябре 2011 года «Атлант Телеком» приобрёл гомельского провайдера ООО «Телесеть»[7].
- В январе 2012 года «Атлант Телеком» приобрёл белорусского провайдера ЗАО «Соло»[8].

## Собственники и руководство
В 2011 году Европейский банк реконструкции и развития через управляющую компанию «Зубр Капитал» купил 35 % компании.
В 2016 году холдинг A1 Telekom Austria Group достиг соглашения о приобретении 100% долей уставного фонда белорусского оператора «Атлант Телеком» и дочерней компании «Телесеть» у компании «ЗУБР Капитал» и Европейского Банка Реконструкции и Развития (ЕБРР).

## Деятельность
В 2006 году начало деятельности в городах Гомель и Могилёв. В 2007 году открытие сетей передач в городах Брест, Гродно и Витебск. В 2011 году запускается цифровое телевидение (IPTV). В июле 2008 года компания получила лицензию на оказание услуг фиксированной телефонной связи. С сентября 2016 года цифровое телевидение в Витебске.
По данным на январь 2014 года: ширина канала — свыше 10 Гбит/сек.
Количество абонентов на октябрь 2015 года — 190 000.
В октябре 2016 года компания ускорила тарифные планы.
Компания прекратила свою деятельность 30 ноября 2017 года, а все права и обязанности по договорам перешли 
к Унитарному предприятию «А1».

## Достижения и награды
- В 2003 году «Бренд года» в Беларуси в номинации «За развитие рынка интернет-услуг»[15].
- В 2009 году директор компании Игорь Сукач победитель премии «Человек дела»[16].
- 2015 премия «Выбор года» в номинации «Столичный интернет-провайдер № 1»[17].